# Acloneofmyown
acloneofmyown (A Clone Of My Own, ACOMO) — український англомовний гурт з міста Рівне. Назва гурту походить від назви однієї з серій мультсеріалу Футурама.

## Історія
Створений у 2005 році Сергієм Мирончуком, Олександром Стратоновим, Дмитром Синевичем та Миколою Вербовським (що полишив гурт у 2006 році). У перші два роки свого існування «acloneofmyown» відзначились двома міні-альбомами — «(live) Sick Sad Dreams ЕР» та «Elements EP». Під час роботи над дебютним повноформатним альбомом «The Room» у 2007 році до гурту приєднався гітарист Володимир Захаров. У 2009 році світ побачила друга платівка колективу за назвою «acloneofmyown». Влітку 2011 року відбувся реліз п'ятого студійного доробку гурту — «Persephone EP».
Весною 2012 «acloneofmyown» покидає гітарист і вокаліст Дмитро Синевич. Незабаром вакантне місце гітариста займає Дмитро Хитрий (ex-«the Sky is Red», «Zombies Right Behind You», «the Substitute» та ін.), а роль вокаліста дістається Назару Водолєю, відомому своїми акустичними проектами «CODY» та «20 Years Old». Наприкінці 2012 «acloneofmyown» долучаються до «Macbeth Family Ukraine» і стають офіційними представниками «Macbeth Footwear» (бренд, створений фронтменом гурту «Blink 182» Томом ДеЛонгом) в Україні. Весною 2013 року виходить ЕР «The Deep», перша студійна робота «acloneofmyown» з новим вокалістом. У 2013, 2014 та 2015 роках гурт був учасником фестивалю «ЗАХІД».
Останнім на сьогодні релізом гурту є альбом «Х», що побачив світ 10 квітня 2015 року і є своєрідною відзнакою 10-річчя існування «acloneofmyown». Наразі гурт припинив активну діяльність, хоча члени колективу не відкидають можливості возз'єднання «acloneofmyown» у майбутньому: «Як би не було прикро це визнавати, але наразі нами було прийнято важке рішення заморозити „acloneofmyown“… Цьому є багато причин, але не хотілося б вдаватись в подробиці. Ми всі залишились друзями і продовжуватимемо працювати разом над новою музикою у дещо інших форматах. Це не означає, що „ACOMO“ розпались, просто нам потрібно трохи часу щоб відпочити і, можливо, щось переосмислити. Ми завжди відкриті для пропозицій щодо виступів і будемо раді знову зібратись заради толкового концерту, але нової музики найближчим часом не обіцяємо.».

## Учасники гурту

### Поточний склад
- Мирончук Сергій — барабани (з 2005)
- Стратонов Олександр — бас (з 2005)
- Захаров Володимир — гітара (з 2007)
- Хитрий Дмитро — гітара (з 2012)
- Водолєй Назар — вокал (з 2012)

### Колишні учасники
- Вербовський Микола — гітара (2005–2006)
- Михайлов Віталій — гітара (2006–2007)
- Синевич Дмитро — вокал, гітара (2005–2012)

## Дискографія
| Рік  | Альбом                    | Студія                         |
| 2005 | (live) Sick Sad Dreams EP | Ска'н'дал Records              |
| 2006 | Elements EP               | Ска'н'дал Records              |
| 2007 | The Room                  | GreenHouse Co.                 |
| 2009 | acloneofmyown             | GreenHouse Co., INDIUK Records |
| 2011 | Persephone EP             | INDIUK Records                 |
| 2013 | The Deep EP               | INDIUK Records                 |
| 2015 | X                         | INDIUK Records                 |